# Institute for Defense Analyses
Das Institute for Defense Analyses (IDA) ist eine 1956 gegründete Non-Profit-Organisation, die drei staatlich geförderte Forschungszentren (und Denkfabriken, Federal Funded Research and Development Centers, FFRDC) zur wissenschaftlichen Beratung der US-Regierung in Fragen der nationalen Sicherheit betreibt. Ihr Hauptsitz ist in Alexandria (Virginia). Dort ist auch ihr größtes Forschungszentrum, das IDA Studies and Analyses Center (SAC). Das Science and Technology Policy Institute (STPI) in Washington, D.C. berät direkt das Office of Science and Technology Policy des US-Präsidenten. Das IDA Center for Communications and Computing arbeitet mit der National Security Agency (NSA) zusammen – es arbeitet also vor allem in Kryptographie – und ist in Princeton und La Jolla ansässig. Ein weiterer Standort liegt in Bowie (Maryland).
Im Hauptzentrum in Alexandria sind u. a. folgende Abteilungen angesiedelt:
- Cost Analysis and Research Division (CARD)
- Information Technology and Systems Division (ITSD)
- Intelligence Analysis Division (IAD)
- Joint Advanced Warfighting Division (JAWD)
- Operational Evaluation Division (OED)
- Science and Technology Division (STD)
- Strategy, Forces and Resources Division (SFRD)
- System Evaluation Division (SED)

Die meisten erstellten Studien sind für das Verteidigungsministerium und den Generalstab. Sie arbeiteten aber auch u. a. für das Department of Homeland Security, CIA, NASA und das FBI. Das IDA hatte 2002 rund 1300 Beschäftigte, darunter zahlreiche Wissenschaftler aus den unterschiedlichsten Disziplinen (Biologen, Wirtschaftswissenschaftler, Mathematiker, Physiker, Informatiker usw.). Beispiele sind Keith Brueckner, Leonard E. Baum und James Simons.
Das IDA hat seine Ursprünge in der 1947 von Verteidigungsminister James Forrestal ins Leben gerufenen Weapons System Evaluation Group (WSEG). Unmittelbarer Anlass der Gründung war 1956 eine Anfrage des Generalstabschefs an das Massachusetts Institute of Technology (MIT), eine solche zivile Organisation zu gründen.
1990 bis 2003 und ab 2006 ist der pensionierte Air-Force-General Larry D. Welch der Präsident. Bis 1990 war er Generalstabschef der US Air Force. 2002 wurden sie vom Verteidigungsministerium durch Verträge mit 145 Millionen Dollar finanziert.